# Johannes Schmoelling
Johannes Schmoelling ou Schmölling, né le 9 novembre 1950 à Lohne (Basse-Saxe), Allemagne, est un musicien allemand, membre du groupe Tangerine Dream de 1980 à 1986.

## Biographie
Johannes Schmoelling commence à jouer du piano à l'âge de huit ans. À douze ans, il commence à jouer de l'orgue à tuyaux et réussit à maîtriser l'instrument si bien qu'il commence à jouer à quatorze ans dans diverses églises catholiques.
Il complète des études d'ingénieur du son à l'université des arts de Berlin.
En 1978, il obtient son diplôme universitaire d'ingénieur du son et obtient un emploi sur des pièces de théâtre en direct à la prestigieuse Schaubühne am Ufer Halleschen dans le quartier de Kreuzberg à Berlin.
Pour un travail en tant qu'ingénieur du son dans un théâtre, il rejoint le groupe Tangerine Dream. 
Pendant cette période se succèdent studios divers, albums live et des bandes sonores connues telles que The Keep.
Il quitte Tangerine Dream en 1986, poursuit une carrière solo et produit plusieurs albums solo ainsi que des pistes sonores musicales pour de nombreux programmes de télévision allemande.
En 2000, il fonde son propre label Viktoriapark Records.
Schmoelling publie en 2007 une compilation Images et mémoire couvrant ses vingt premières années en qualité de musicien solo.

## Tangerine Dream
Johannes rencontre Edgar Froese, le fondateur de Tangerine Dream, en 1979 et, après son audition réussie, est introduit dans le groupe en remplacement de Peter Baumann, rétablissant ainsi le trio.
Son premier album avec Tangerine Dream est Tangram et il réalise avec le groupe de nombreux albums studio comme White Eagle ou Exit.
Il est également un acteur clé au cours de leurs années prolifiques de bandes son de films dans les années 1980, comme celles de Le Solitaire (Thief), Risky Business, Legend et Charlie (Firestarter).
Il effectue de nombreux concerts avec le groupe à divers endroits à travers le monde, mais les tournées et le rythme de travail en studio pour enregistrer les disques et les bandes originales de films sont tels qu’ils finissent par faire craquer Johannes Schmoelling qui quitte le groupe en 1986.
En 1986, Paul Haslinger, jeune musicien autrichien, prend la place laissée ainsi vacante.
En 2005, une nouvelle collaboration est établie avec Edgar Froese sous le nom de Tangerine Dream, qui, cependant, ne contient que des enregistrements inédits de 1983 mais révisés.

## Loom
Après avoir travaillé avec Jerome Froese sur l'album Far side of the face, Johannes Schmoelling s'est joint à lui et Robert Waters pour le projet Loom, qui a débouché sur plusieurs disques et concerts.

## Discographie

### En solo
- Wuivend Riet (Erdenklang, 1986)
- The Zoo of Tranquility (Theta, 1988)
- White Out (Polydor, 1990)
- Lieder Ohne Worte - Songs No Words (Erdenklang, 1995)
- Der Zaubergeiger Settembrini (Deutsche Grammophon, 1995)
- The Zoo of Tranquility (ré-enregistrement, Erdenklang, 1998)
- White Out (ré-enregistrement, Viktoriapark, 2000)
- Laufen (Viktoriapark, 2002)
- Recycle or Die (Viktoriapark, 2003)
- Weltmacher - Weltmusik (Viktoriapark, 2004)
- Instant City (Viktoriapark, 2006)
- Images and Memory (double CD compilation, Viktoriapark, 2007)
- Early Beginnings (enregistrement en 1979-1985, Viktoriapark, 2008)
- A Thousand Times (Viktoriapark, 2009)
- Time And Tide (Viktoriapark, 2011)
- A Thousand Times Volume 2 (Viktoriapark, 2016)
- Diary of a Common Thread (Viktoriapark, 2017)

### Avec Loom
- 100 001 (Moonpop, 2011)
- Scored (double CD, Viktoriapark, 2012)
- 200 002 (Viktoriapark, 2013)
- The Tree Hates The Forest (Viktoriapark, 2013)
- 300 003 (Moonpop, 2016)
- Years in Music (double CD en concert, Viktoriapark, 2016)